# Budziska (powiat przasnyski)
Budziska – osada w Polsce położona w województwie mazowieckim, w powiecie przasnyskim, w gminie Jednorożec. Leży na terenie kurpiowskiej Puszczy Zielonej.
Osada wchodzi w skład sołectwa Budy Rządowe.

## Nazwa
Określeniem budy nazywano prymitywne domy robotników leśnych, którzy pracowali przy wytopie smoły, pozyskiwaniu węgla drzewnego i drewna. Pierwotnie Budziska mogły być osadą zamieszkaną przez takich ludzi pracujących w Puszczy Zielonej. Budami nazywano stanowiska, w których bartnicy stawiali swoje schrony. Do bud, wymienianych w lustracjach dób królewskich, przynależały bory bartników. Budy budowali też strzelcy (osocznicy).

## Zmiany administracyjne
Osada mogła powstać w czasie, kiedy omawiany teren należał (po III rozbiorze) do Prus Nowowschodnich (departament płocki, powiat przasnyski). Były to dobra rządowe w ekonomii Przasnysz. Po powstaniu Księstwa Warszawskiego Budziska były częścią departamentu płockiego i powiatu przasnyskiego. W Królestwie Polskim włączono je do województwa płockiego, obwodu przasnyskiego i powiatu przasnyskiego. W 1837 województwa przemianowano na gubernie, w 1842 obwody na powiaty, a powiaty na okręgi sądowe. Od 1867 Budziska znalazły się w gminie Jednorożec, powiecie przasnyskim i guberni płockiej. Od 1919 wieś należała do powiatu przasnyskiego w województwie warszawskim. W 1933 utworzono gromady. Budziska należały do gromady Budy Rządowe (wraz z Budami Rządowymi i Nakłem). Z dniem 1 listopada 1939 do III Rzeszy wcielono północną część województwa warszawskiego, w tym powiat przasnyski i wieś Budziska jako część Rejencji Ciechanowskiej w prowincji Prusy Wschodnie. Gdy w 1944 przywrócono przedwojenną administrację, Budziska należały do powiatu przasnyskiego i województwa warszawskiego. W 1954 zlikwidowano gminy i zastąpiono je gromadami. W 1973 przywrócono istnienie gminy Jednorożec, do której ponownie należały Budziska. W latach 1975–1998 miejscowość administracyjnie należała do województwa ostrołęckiego. Od 1999 Budziska znajdują się w gminie Jednorożec w powiecie przasnyskim i województwie mazowieckim.

## Historia
Obraz statystyczny powiatu przasnyskiego z 1815 podaje, że w ekonomii Przasnysz istniała wieś Budy Jednoroyskie. To późniejsze Budziska. W 1827 osadę Budziska złożoną z 1 domu zamieszkiwało 9 osób. Na mapie kwatermistrzostwa, która dla omawianego terenu powstała przed powstaniem listopadowym, widzimy osiedle złożone z kilku domów. Była to niewielka osada, głównie leśniczówka stanowiąca nadzór nad okolicznymi lasami. Około 1848 mieszkało tu 35 osób. O osadzie wspomina Słownik geograficzny Królestwa Polskiego i innych krajów słowiańskich wydany w 1882.
Od 1862 osoby z Budzisk uszczęszczały do kościoła w Jednorożcu, który od 1889 był filią parafii Chorzele. Budziska stanowiły jej część. W 1916, kiedy powstała parafia Jednorożec, Budziska włączono w jej granice.
Według spisu powszechnego z 1921 Budziska liczyły 2 domy i 15 mieszkańców.
Około 1928 w Budziskach postawiono murowany budynek dla nadleśniczego. W 1937 przy skręcie do wsi Budy Rządowe postawiono budynek tzw. sekretarzówki (leśniczówka Rupin). Od 1938 był siedzibą Nadleśnictwa Parciaki. Po II wojnie światowej kancelarię nadleśnictwa przeniesiono do murowanego budynku. Oba budynki istnieją do dziś i są wpisane do gminnej ewidencji zabytków.

## Współcześnie
Na dzień 25 listopada 2011 we wsi notowano 44 osoby: 23 kobiety i 21 mężczyzn. Na dzień 31 grudnia 2014 wieś zamieszkiwało 9 osób w wieku przedprodukcyjnym, 41 w wieku produkcyjnym i 3 w wieku poprodukcyjnym, łącznie 53 osoby. Cztery lata później w Budziskach mieszkały 54 osoby, a w 2019 – 43. 
Osada wchodzi w skład sołectwa Budy Rządowe. Wierni kościoła rzymskokatolickiego należą do parafii św. Floriana w Jednorożcu.
W pobliżu wsi zachował się drewniany krzyż z początku XIX wieku.
Na terenie leśnictwa Budziska rośnie modrzew o obwodzie pnia blisko 3 m. Jest też szkółka leśna, sala edukacyjno-turystyczna i zielona klasa.

## Galeria

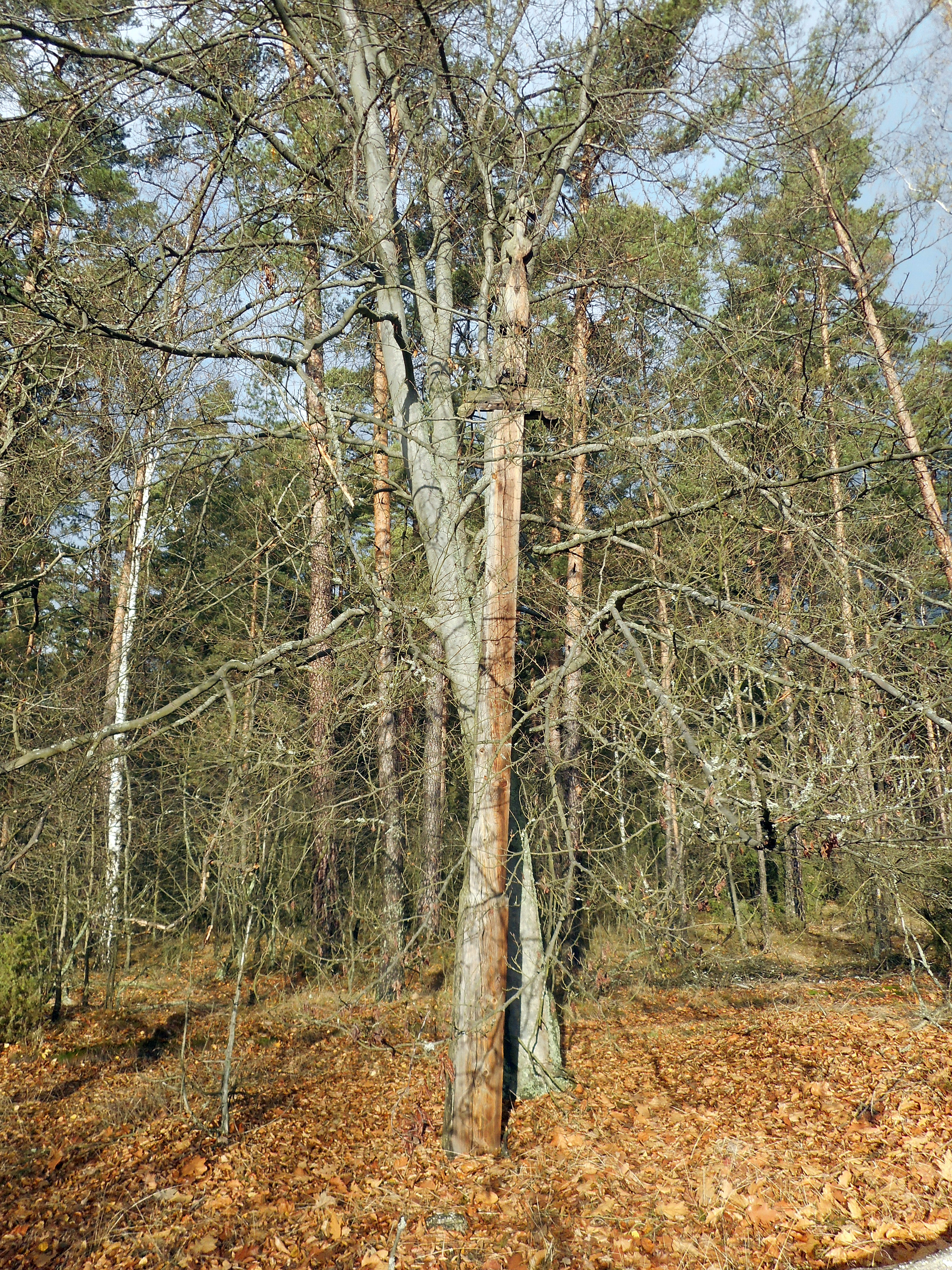
Krzyż z początku XIX wieku (ok. 1808)
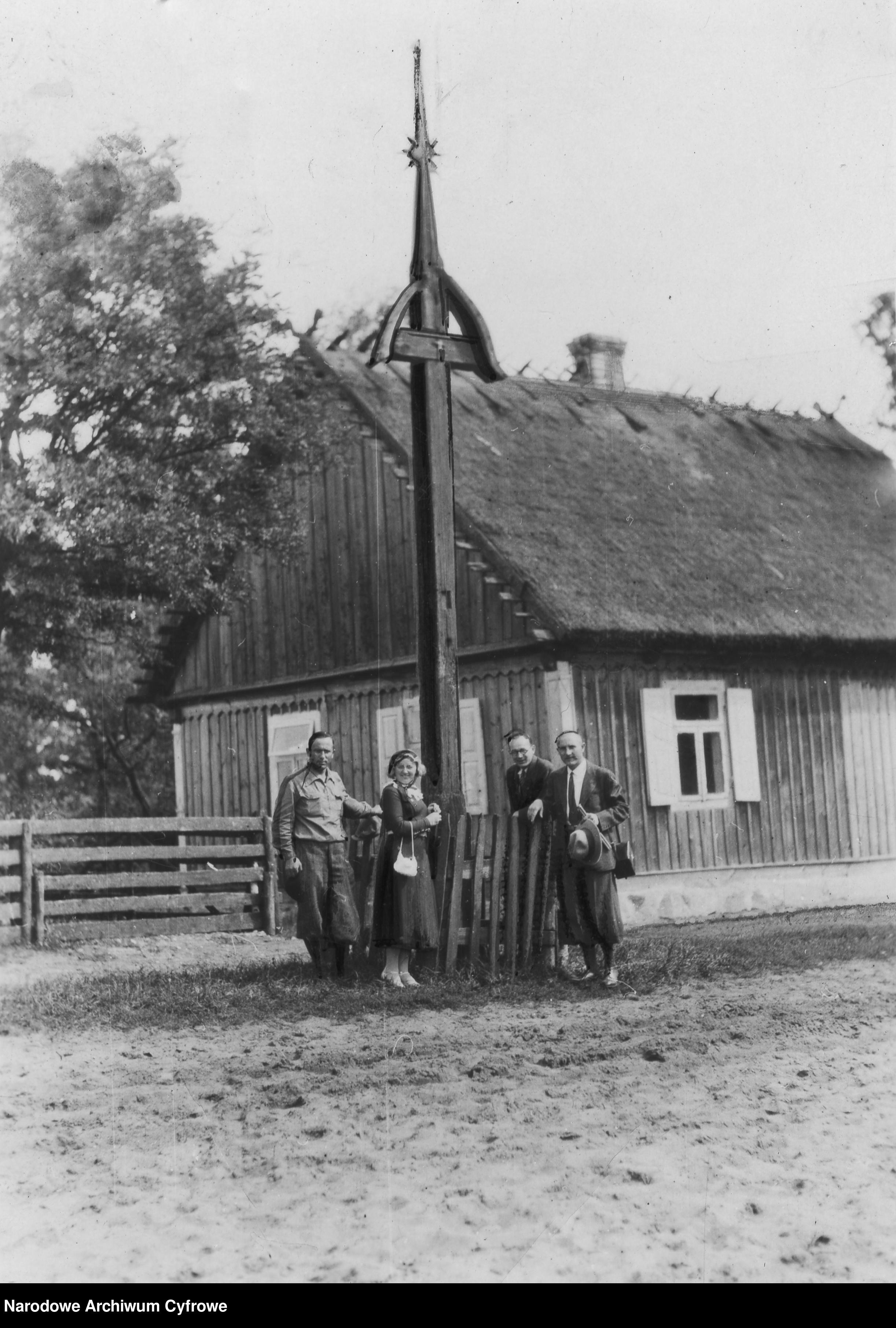
Krzyż i chata kurpiowska lata 30. XX wieku
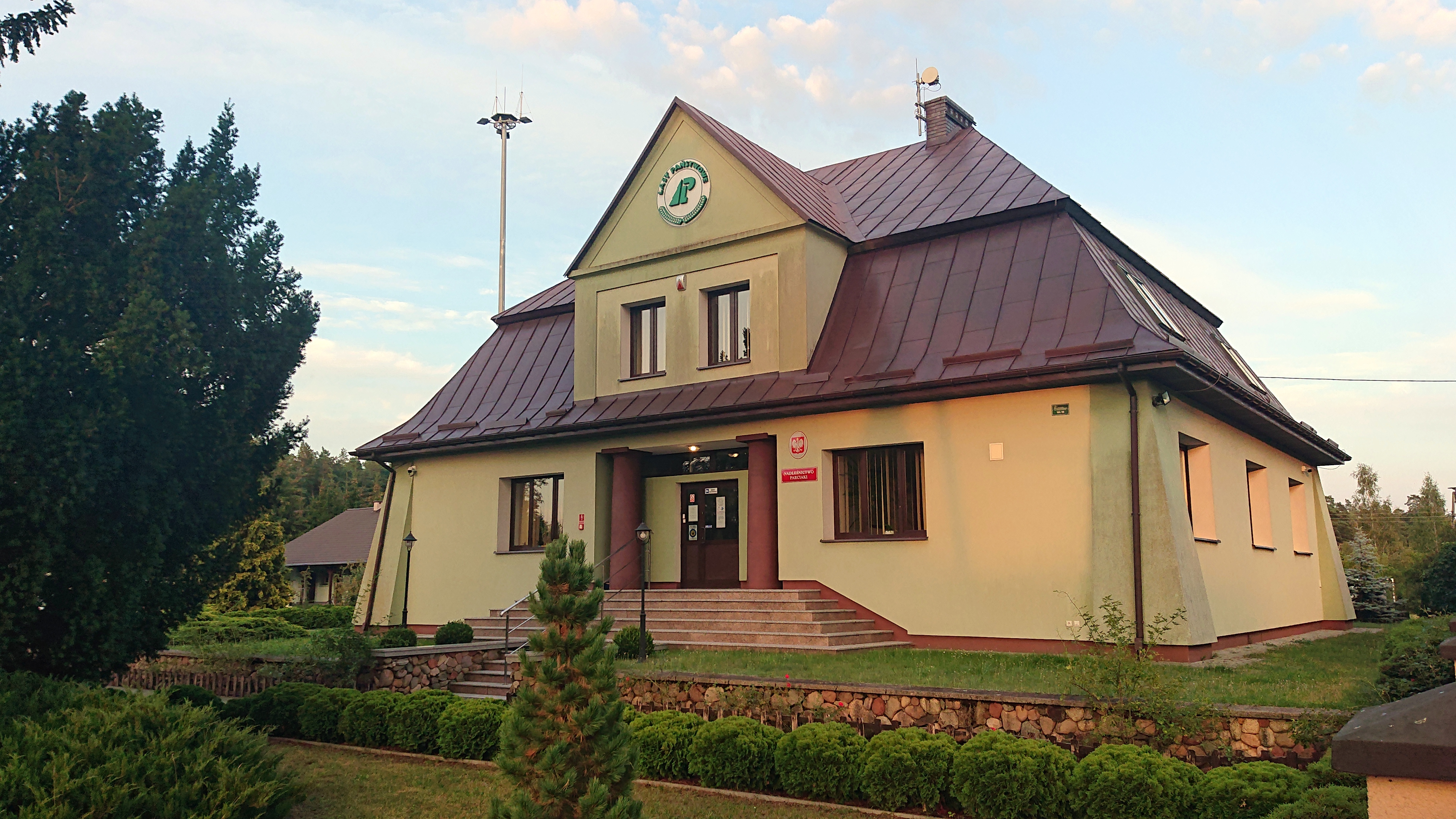
Siedziba Nadleśnictwa Parciaki
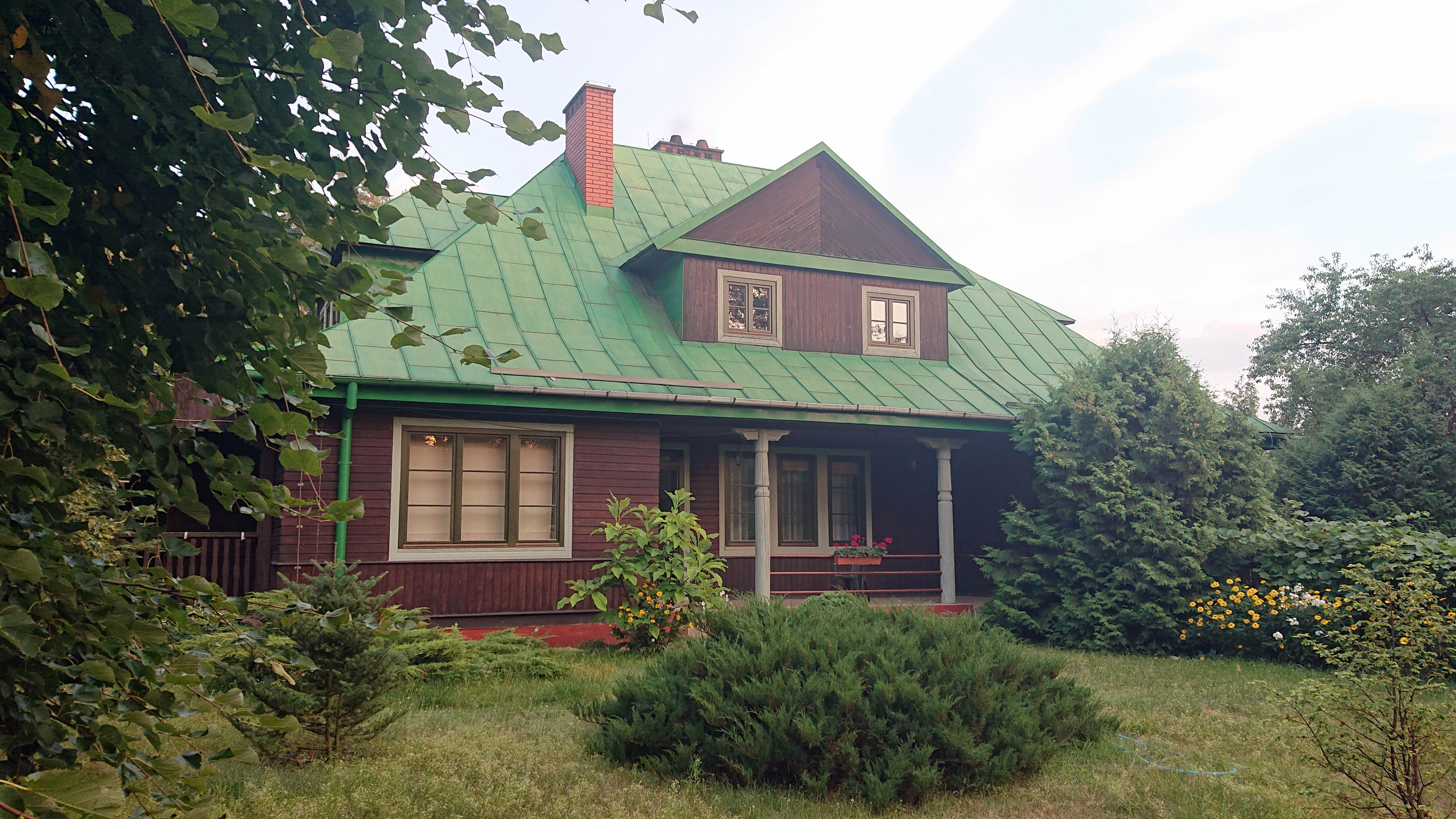
Budynek leśniczówki Rupin
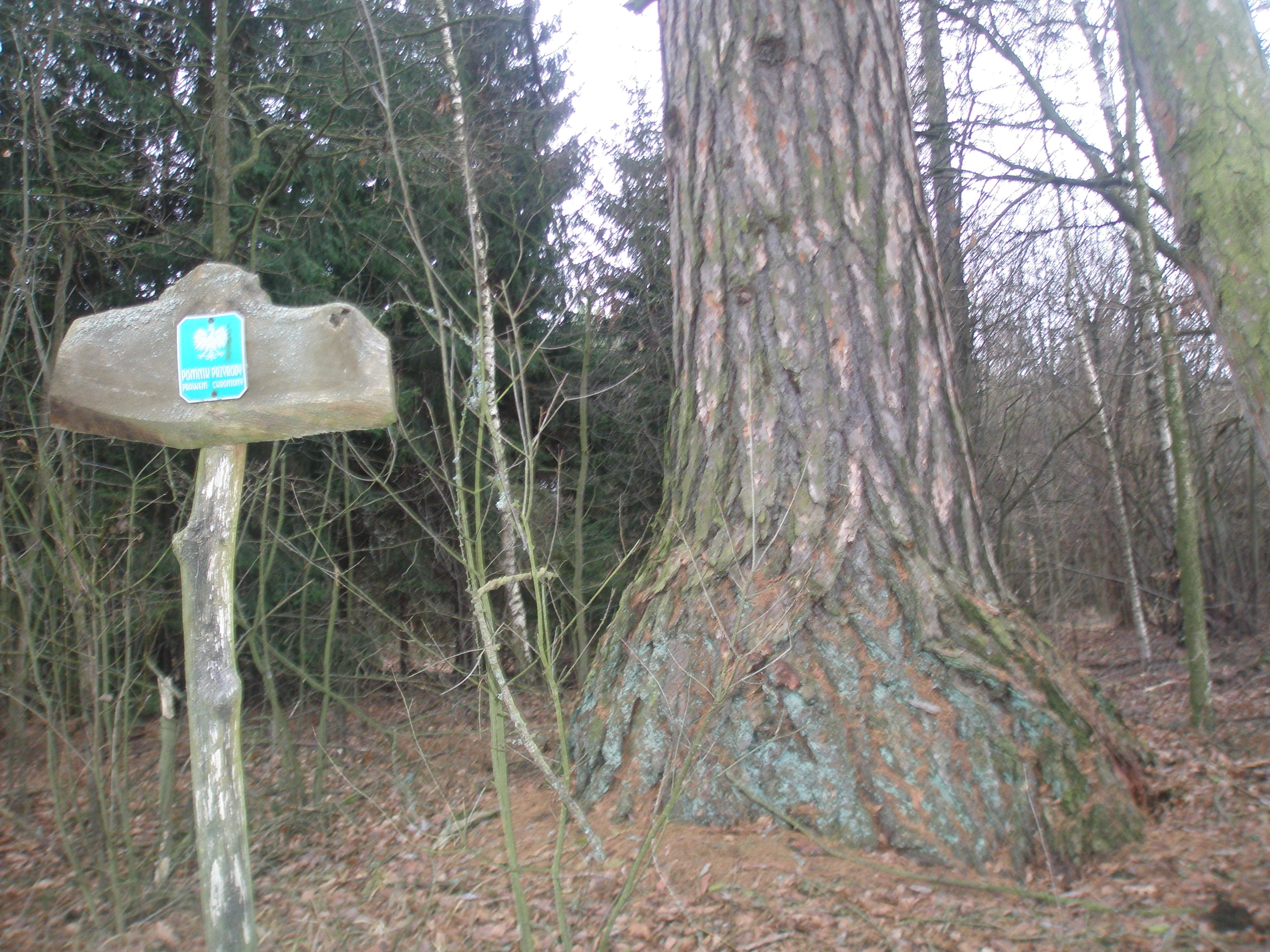
Modrzew – pomnik przyrody
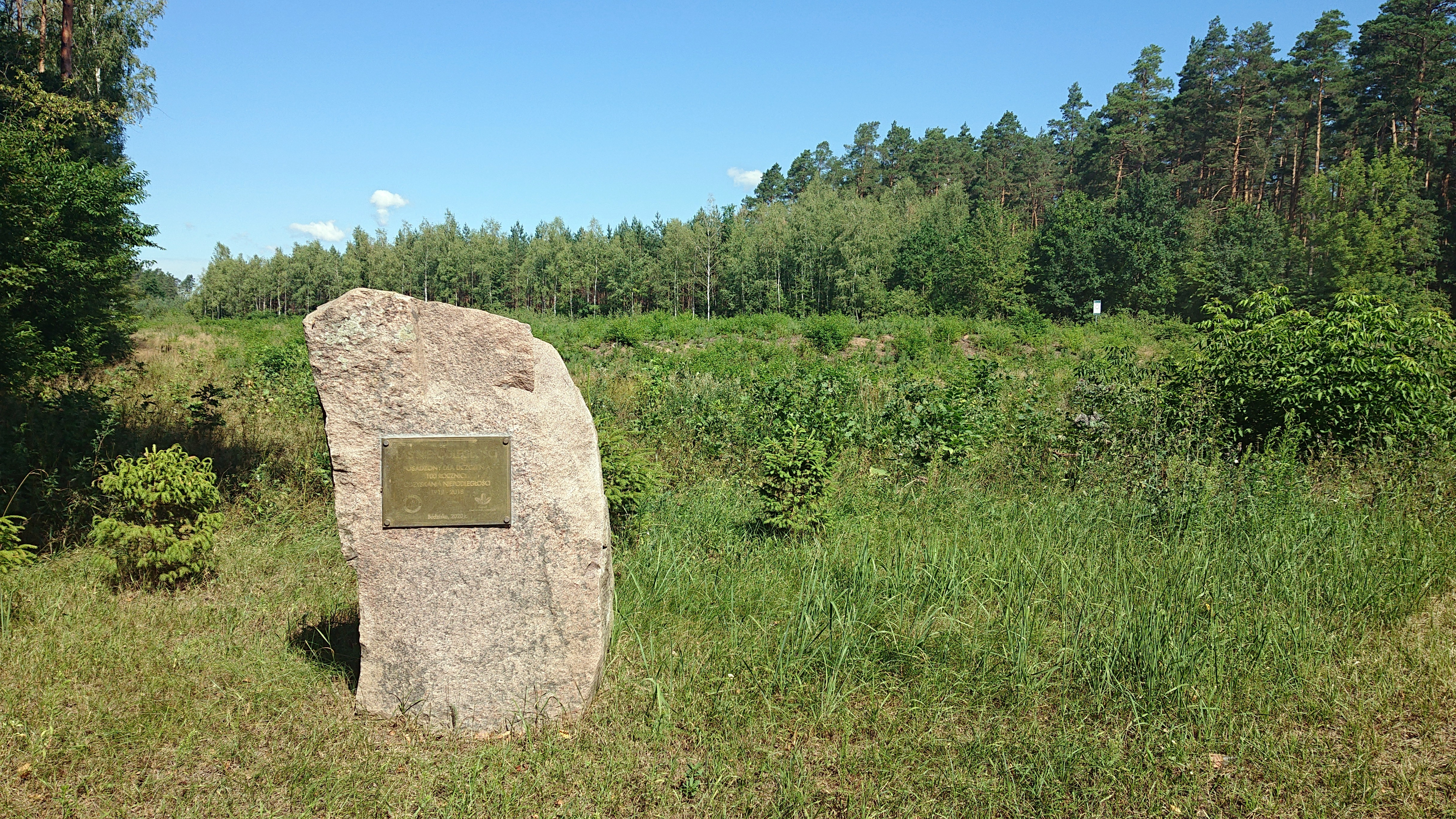
Las posadzony w stulecie niepodległości